# Narodni park Karula
Narodni park Karula (estonsko Karula rahvuspark) je narodni park na jugu Estonije.

## Območje
Leta 1979 je bil Karula razglašen za območje ohranjanja krajine, od leta 1993 pa je narodni park. Njegova površina je 11.097 ha, zajema približno tretjino gričevja Karule. Najvišja točka je 137 m visok Rebasejärve Tornimägi.
Območje vključuje predvsem zgodovinsko župnijo Karula, kjer so se do danes ohranile stare podeželske tradicije. Danes znotraj meja narodnega parka stalno živi približno 200 ljudi. Večinoma govori južnoestonsko võro narečje kot materni jezik. Na območju narodnega parka je 157 zgodovinskih kmetij, od katerih so nekatere zelo dobro obnovljene.

## Pokrajina
Pokrajina narodnega parka je raznolika. Poleg gozdov (70 % ozemlja) so številna manjša barja, 38 jezer in številni ribniki in potoki. Največje jezero je Ähijärv z vodno površino 176,2 ha.

## Živalstvo
Doslej je bilo v narodnem parku Karula ugotovljenih enajst različnih vrst krapov. Poleg tega obstajajo številne druge sladkovodne ribe, na primer velika populacija nežic. Narodni park je znan tudi po 13 različnih vrstah čmrljev in devetih vrstah mravelj. Na območju parka živi 157 vrst ptic, vključno z ribji orel, mali klinkač, kosec in črna štorklja.
V narodnem parku je 42 vrst sesalcev, med njimi severni netopir, obvodni netopir in Nathusijev netopir. Vidra in netopir (Myotis dasycneme) uživata posebno zaščito.

## Rastlinstvo
V narodnem parku Karula je 431 različnih vrst vaskularnih rastlin. Posebej zaščitene vrste so nekatere vrste orhidej in nekatere praproti. V Estoniji je tudi nekaj redkih gob, na primer različne mušnice (Amanita) in mlečnice.